# Азербайджанская железная дорога
Азербайджа́нская желе́зная доро́га — существовавшее в СССР территориальное подразделение Министерства путей сообщения в управлении железнодорожным транспортом. Дорога была образована в 1945 году в результате выделения части Закавказской железной дороги в пределах территории Азербайджанской ССР (кроме участка от Баш-Норашена до границы Армянской ССР), а также Иджеванского, Мегринского и Кафанского районов Армянской ССР и Магарамкентского района Дагестанской АССР в отдельное предприятие. В течение 1945—1967 годов неоднократно объединялась и выводилась из состава Закавказской железной дороги.

## История
Первая магистральная железная дорога на территории современного  Азербайджана Баку—Сабунчи—Сураханы была построена за казённый счёт и организационно принадлежала обществу «Баку-Сураханинской железной дороги». В 1883 году с вводом в эксплуатацию железной дороги Баку—Тифлис, железные дороги в пределах современных Азербайджана и Грузии были объединены в общество «Закавказской железной дороги», в составе которого функционировали вплоть до 1918 года, когда была образована Азербайджанская Демократическая Республика. 
После 28 апреля 1920 года, в связи с присоединением Азербайджана к большевистской России, железные дороги Азербайджана вновь были объединены с железными дорогами Грузии в Закавказскую железную дорогу. В составе Совета Народных Комиссаров Азербайджанской ССР 28 апреля 1920 года был создан Народный Комиссариат почт, телеграфов и путей сообщения для управления азербайджанской частью железных дорог.
Декретом АзРевКома от 7 июля 1920 года установлено, что все железнодорожные служащие, рабочие и мастеровые пользуются правом на первую категорию в отношении продовольствия и жилищ.
Азербайджанская железная дорога функционировала в составе Закавказской железной дороги до 1945 года, когда вновь была выведена из её состава в отдельное предприятие. 
В 1953 году дорога вновь была объединена с Закавказской железной дорогой, а в 1955 году выведена из её состава. В 1963 года Закавказская и Азербайджанская железные дороги были объединены в единую Закавказскую железную дорогу, функционировавшую до 1967 года, когда Азербайджанская железная дорога была окончательно выведена из состава Закавказской железной дороги.
С распадом СССР и провозглашением независимости Азербайджана его железные дороги были выведены из состава МПС СССР, с созданием Азербайджанской государственной железной дороги (ADDY), которая до 2009 года была преобразована в акционерное общество закрытого типа — АО Азербайджанские железные дороги (QSC «Azərbaycan Dəmir Yollari»).

## Управление
Председатели Народного Комиссариата почт, телеграфов и путей сообщения
- Джамиль бек Везиров (28 апреля 1920 — 1920)
- Чингиз Ильдрым (1920—1924)

Начальники Азербайджанской железной дороги
- Багиров, Аббас Мамедович (1967—1979)